# 勝手神社 (奈良市)
勝手神社（かつてじんじゃ）は、奈良県奈良市油阪町（あぶらさかちょう）にある神社。

## 歴史

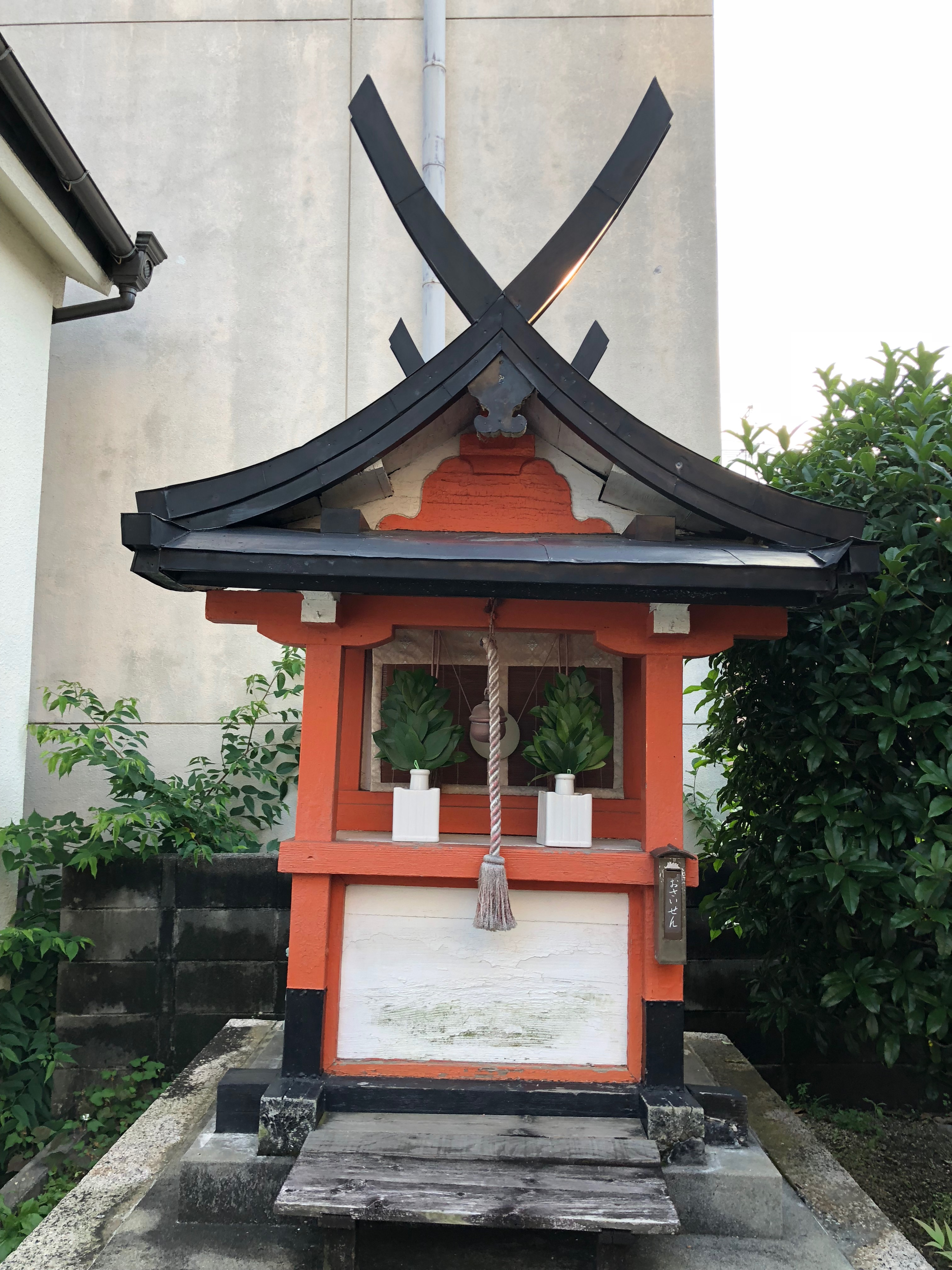
本殿

創建時期は明らかではないが、享保20年（1735年）発行の『奈良坊目拙解』において『勝手明神社、当町坂新屋南の辻と、北西南の町会所裏に在る』と記されている。その他、『奈良曝』『平城坊目考』などの地誌にも勝手明神として記録が残されている。
宝永元年（1704年）4月11日に火災にあい、その後再造営された。享保2年（1717年）2月22日にも火災にあい、翌3年（1718年）正月に再造営されている。
1912年（大正元年）9月11日に一度漢国神社に合祀されたが、現在は境外末社である。

## 祭神
奈良市史に従うと事代主命であるが、奈良坊目拙解や南都年中行事では吉野山口神（勝手明神）とされている。

## 祭礼

### 例祭
12月8日

### シンコ祭り
7月末の日曜日に夏祭りが行われ、糝粉(シンコ)を作って供えることより「油阪勝手のシンコ祭り」と呼ばれる。
かつては3月8日に行われ、湯立神楽が催され、赤白の長団子（赤は赤小豆を入れたもの、白は糝粉細工）を供えた後、参詣者に配ったという。白い長団子は白糸とも藤の花とも呼ばれ、赤い長団子は赤い糸になぞらえて深紅(シンコ、赤い色の糸の和名)と呼ばれた。シンコ祭りは深紅祭りともされる。

### 勝手明神の祝言
今は行われていないが、かつては6月晦日、近隣の今辻子町九頭明神の例祭の際に、油阪町の人々がおのおの素襖、袴、烏帽子を着けて集まり、当社で婚姻祝言を模した儀式をした後、九頭明神に参る習慣があり、「勝手明神の祝言」と呼ばれた。寛永19年（1642年）11月27日の南都大火災以後、この祭礼は廃れたという。

## 交通アクセス
- 近鉄奈良駅7-N出口より徒歩2分（経路案内）。
- 奈良交通バス（市内循環外回り）で「油阪船橋商店街」下車、徒歩3分（経路案内）。
- JR奈良駅東口より徒歩9分（経路案内）。